# Casa Ignasi de Dou
La casa Ignasi de Dou és un edifici situat als carrers de Sant Pere Mitjà i del Bou de Sant Pere de Barcelona, catalogat com a bé amb elements d'interès (categoria C).

## Història i descripció
El 1788, el jurista Ignasi de Dou i de Bassols (1730-1802), germà de Ramon Llàtzer de Dou i de Bassols, va demanar permís per a construir un edifici de planta baixa, entresol i tres pisos en cantonada. Els baixos són de carreus de pedra de Montjuïc, que a la cantonada segueixen fins al ràfec. La porta de veïns és d'arc escarser, igual que les obertures dels costats, alineades amb les obertures dels pisos. Aquestes tenen balcons als extrems, amb baranes de ferro de barrots llisos i helicoïdals i volada decreixents amb l'alçada. Les obertures tenen emmarcaments de pedra.

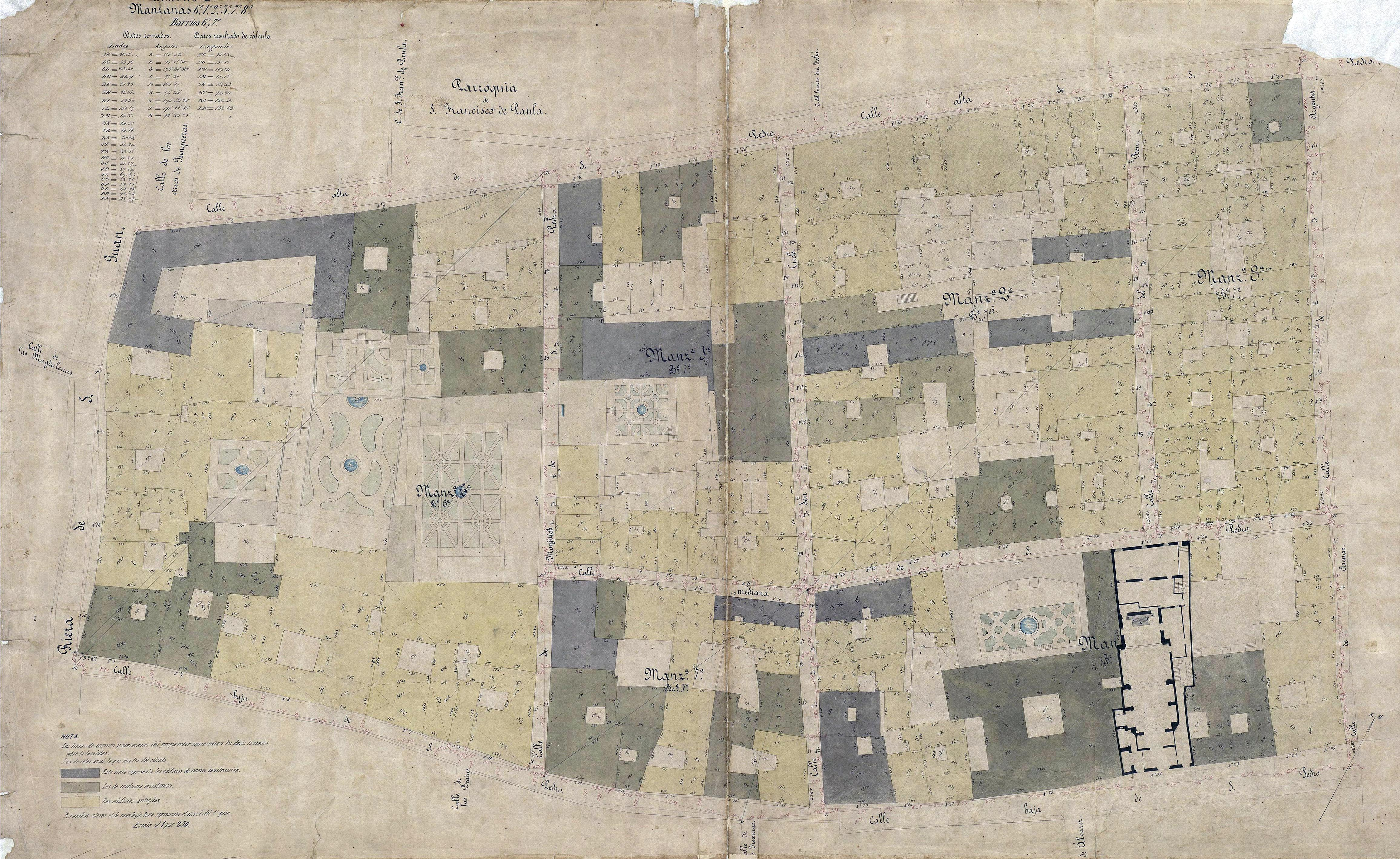
Quarteró núm. 24 de Garriga i Roca (c. 1860)